# 龐托托克 (密西西比州)
龐托托克（英語：Pontotoc）是一個位於美国密西西比州龐托托克郡的城市。根據2010年美國人口普查，該地共人口5,625人，而該地的面積約為24.90平方千米。同時該地也是龐托托克郡的郡治。

## 地理
龐托托克的座標為34°14′55″N 89°00′24″W / 34.24861°N 89.00667°W，而該地的平均海拔高度為151米（即495英尺）。